# Ferdinand Ochs
Ferdinand Ochs (* 9. Juli 1824 in Kleinschmalkalden; † 25. Juli 1879 in Gersfeld) war ein preußischer Verwaltungsbeamter und Landrat im Kreis Gersfeld.

## Leben
Ferdinand Ochs war der Sohn des Pfarrers Christian Ochs und dessen Frau Eleonore (geborene Goebel). Er studierte von 1864 bis 1849 an der Universität Marburg und an der Universität Leipzig Rechts- und Kameralwissenschaften. Nach dem Staatsexamen 1850 war er bis 1856 in der Verwaltung des Kreises Fritzlar beschäftigt. In den folgenden 10 Jahren bis 1866 war er Kreissekretär im Kreis Hofgeismar, bevor er als Assessor zur Polizeidirektion nach Marburg wechselte. 1869 wurde er zum Regierungsrat ernannt. Nach dem Tod von Theodor Schilling wurde ihm zum 26. Juni 1871 die Landratsstelle in Gersfeld übertragen. Diese hatte er bis zu seinem Tod inne. Er setzte sich besonders für die Landwirtschaft und die Viehzucht im Kreisgebiet ein.
Ferdinand Ochs war mit Auguste Mathilda (geborene Wiegand) verheiratet.

## Weblink
- Ochs, Ferdinand August. Hessische Biografie.  In: Landesgeschichtliches Informationssystem Hessen (LAGIS).